# أنخيل مارينو
أنخيل مارينو (بالإسبانية: Miguel Merino)‏ هو مدرب كرة قدم ولاعب كرة قدم إسباني في مركز الوسط، ولد في 2 أكتوبر 1966 في مدريد في إسبانيا. لعب مع سيلتا فيغو.